# Người Mỹ gốc Ukraina
Người Mỹ gốc Ukraina (tiếng Anh: Ukrainian Americans, tiếng Ukraina: Українські американці, đã Latinh hoá: Ukrayins'ki amerykantsi) là người Mỹ có tổ tiên gốc Ukraina. Theo ước tính điều tra dân số Hoa Kỳ, năm 2006 có 961.113 người Mỹ gốc Ukraina chiếm 0,33% dân số Mỹ. Dân số Ukraina của Hoa Kỳ vì thế lớn thứ hai ngoài Khối Đông Âu cũ; chỉ Canada có một cộng đồng Ukraina lớn hơn theo định nghĩa này. Theo điều tra dân số Hoa Kỳ năm 2000, các khu vực đô thị với số lượng lớn nhất của người Mỹ gốc Ukraina là: thành phố New York với 160.000; Philadelphia với 60.000; Chicago với 46.000; Los Angeles với 34.000; Detroit với 33.000; Cleveland với 26.000; và Indianapolis với 19.000.

## Nhân vật nổi tiếng

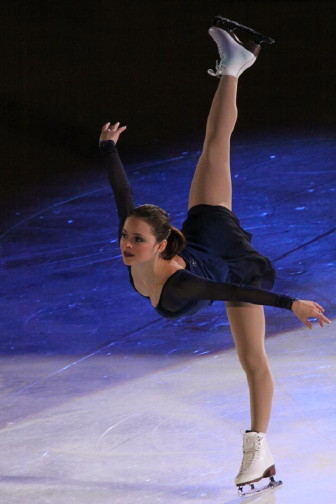
Shasha Cohen, vận động viên trượt băng nghệ thuật.
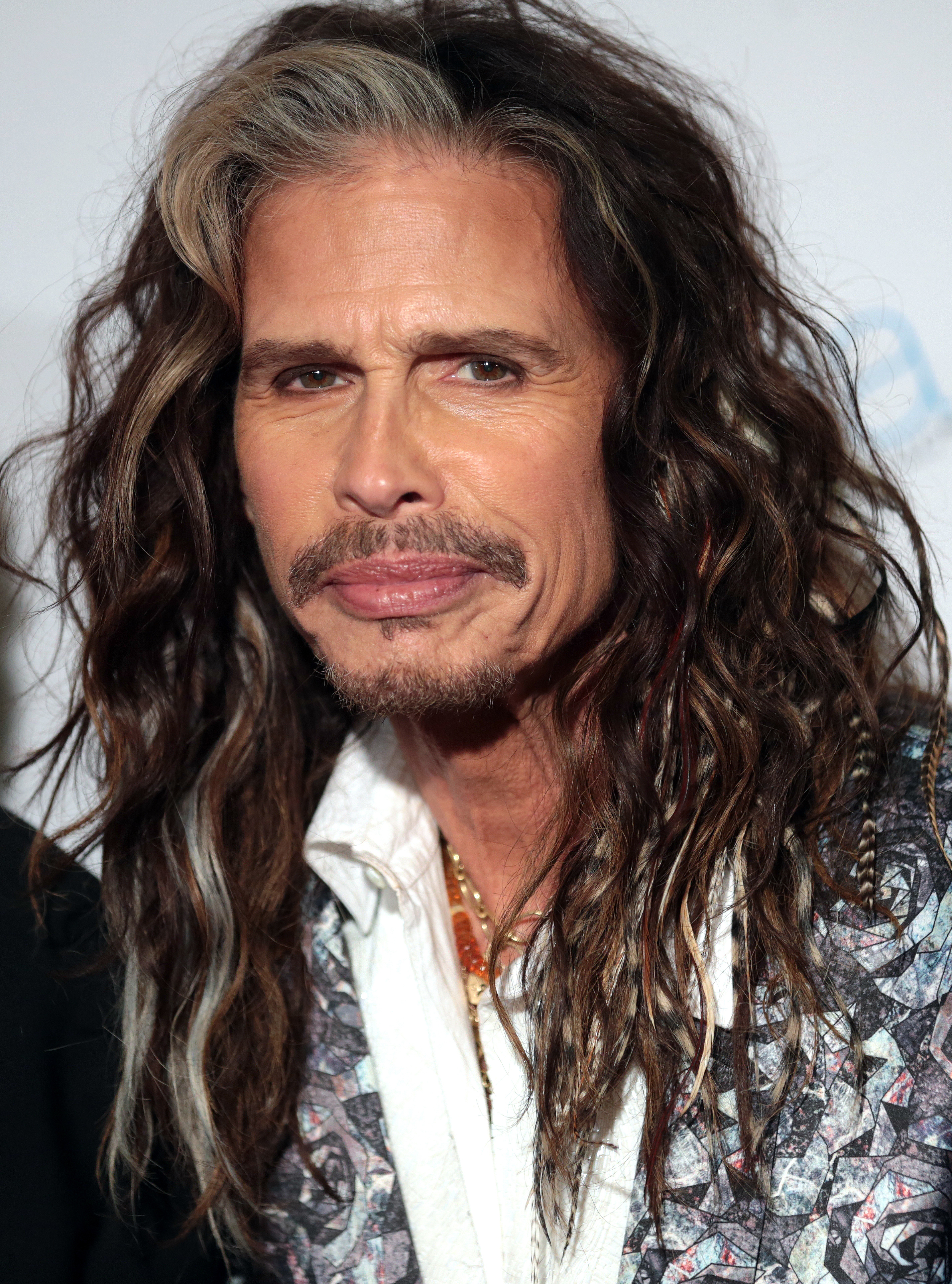
Steven Tyler, là một ca sĩ, nhạc sĩ, diễn viên
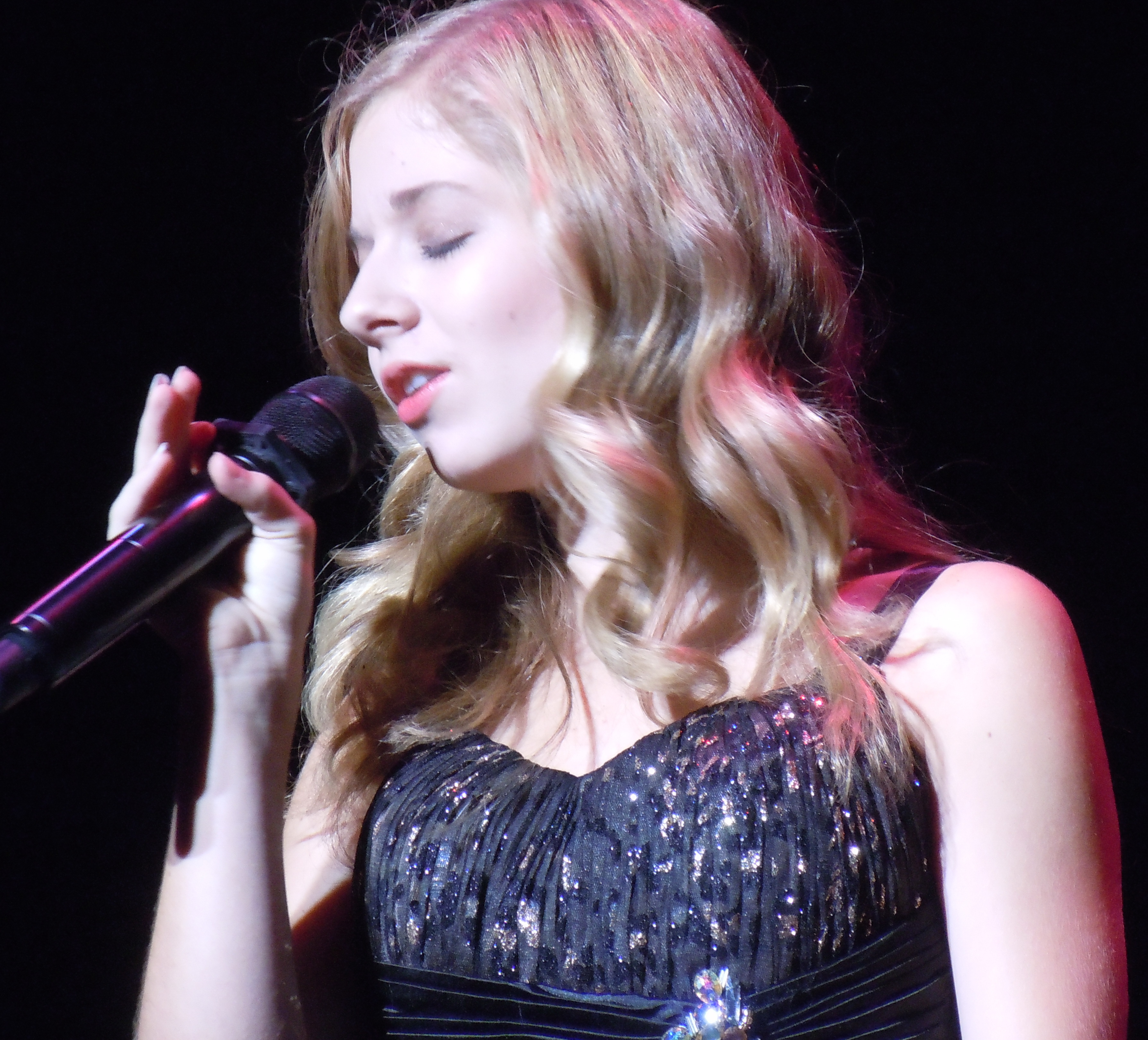
Jackie Evancho, nữ ca sĩ.
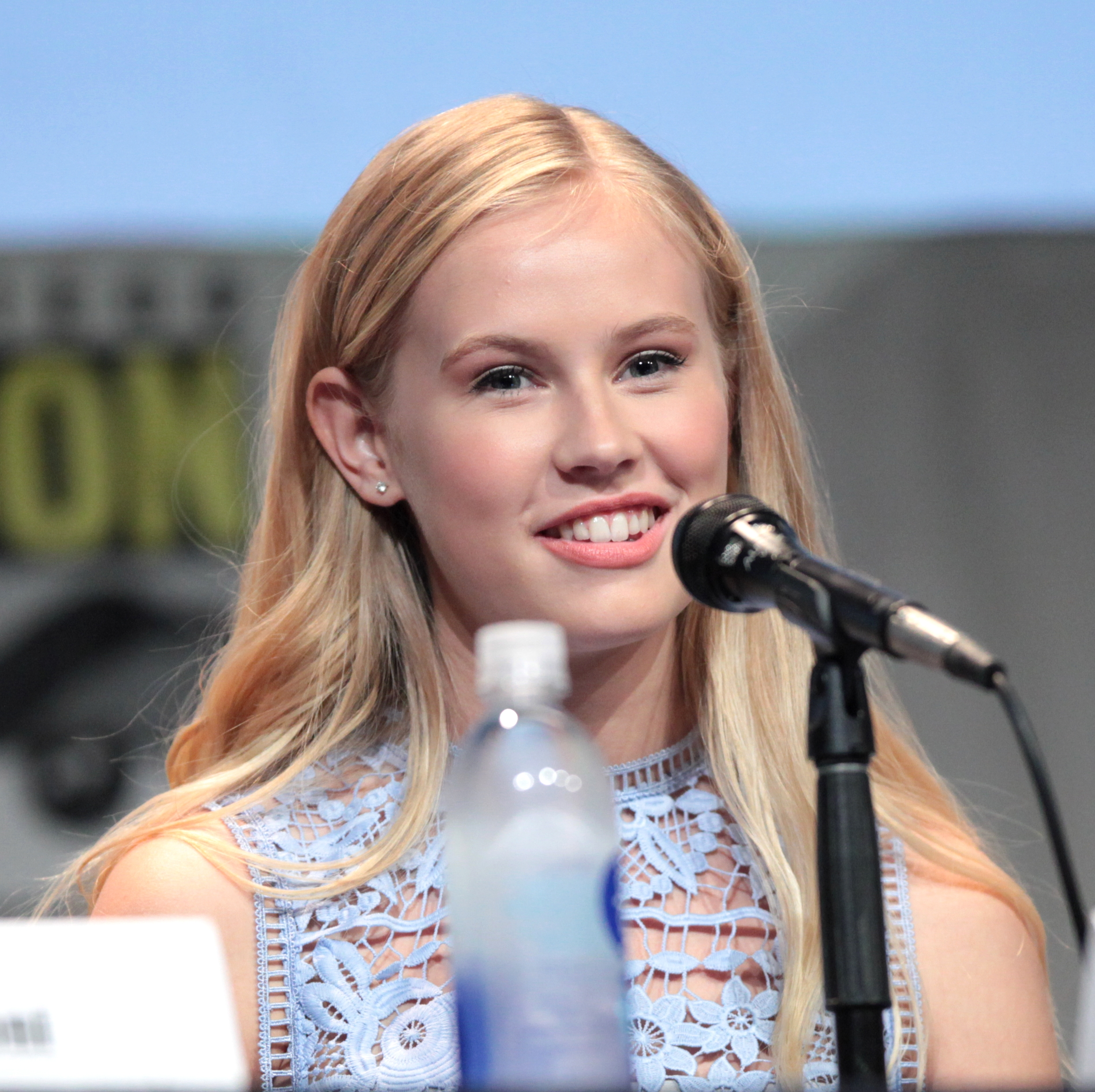
Danika Yarosh, nữ diễn viên.
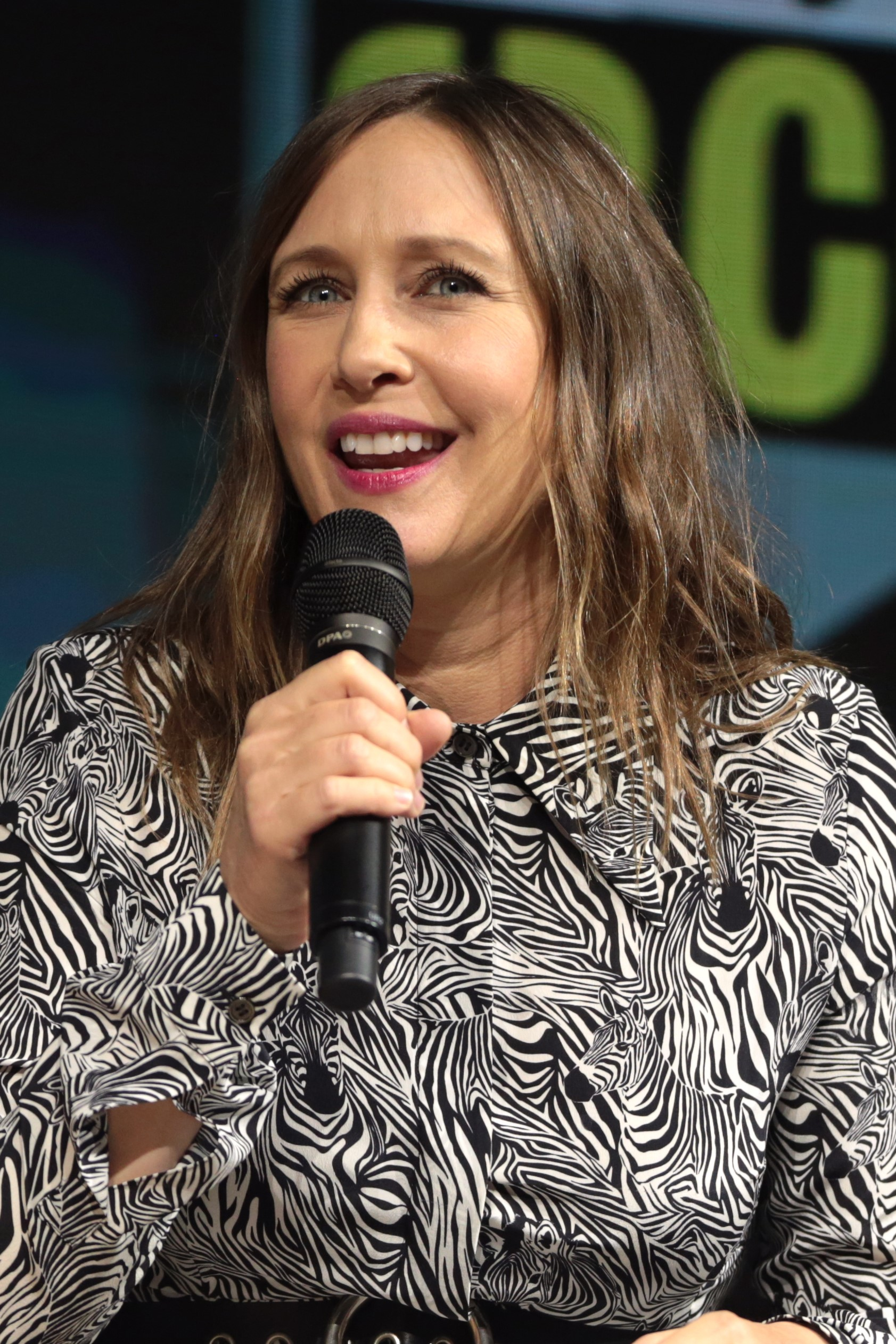
Vera Farmiga, nữ diễn viên.
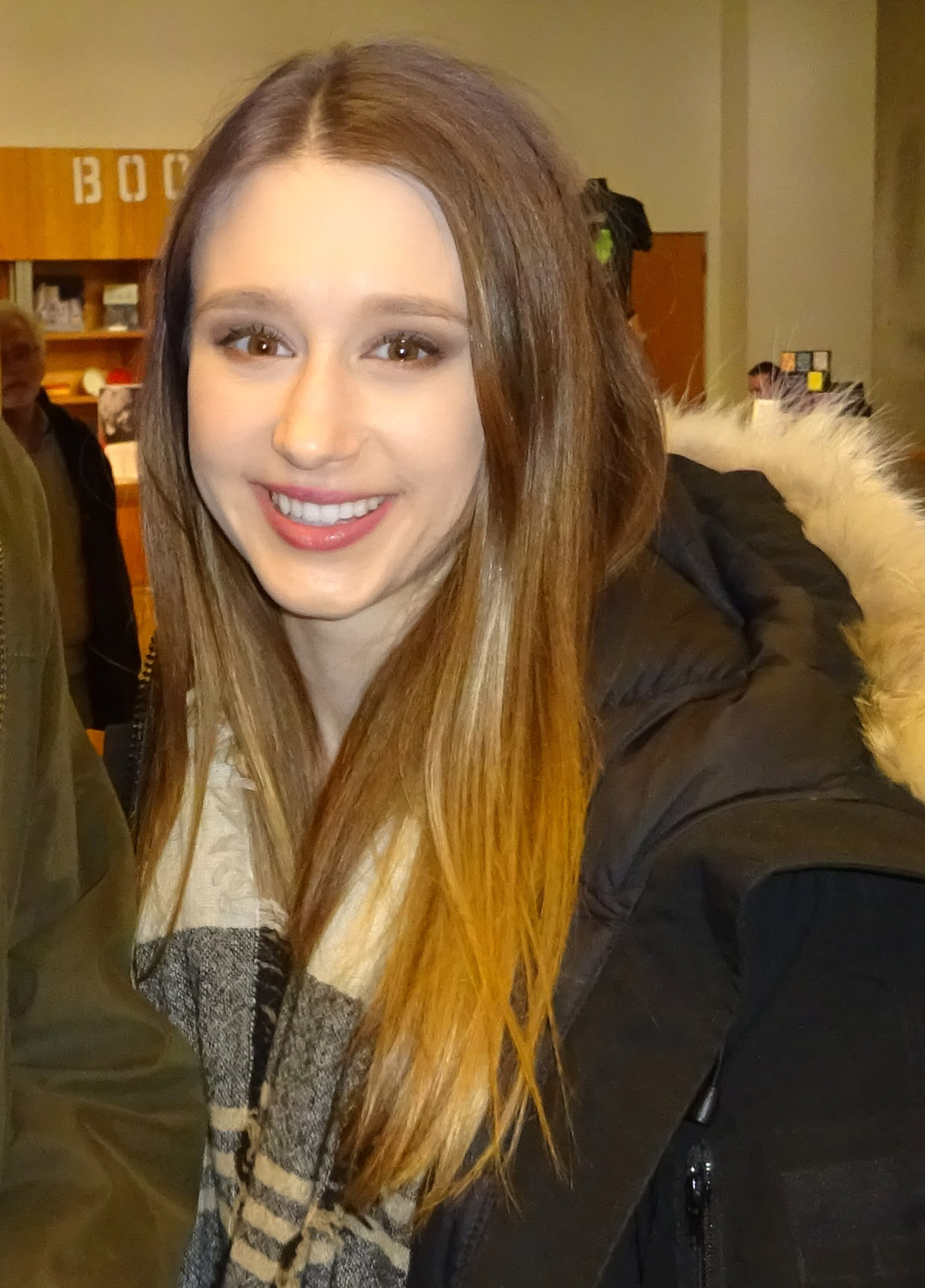
Taissa Farmiga, nữ diễn viên.
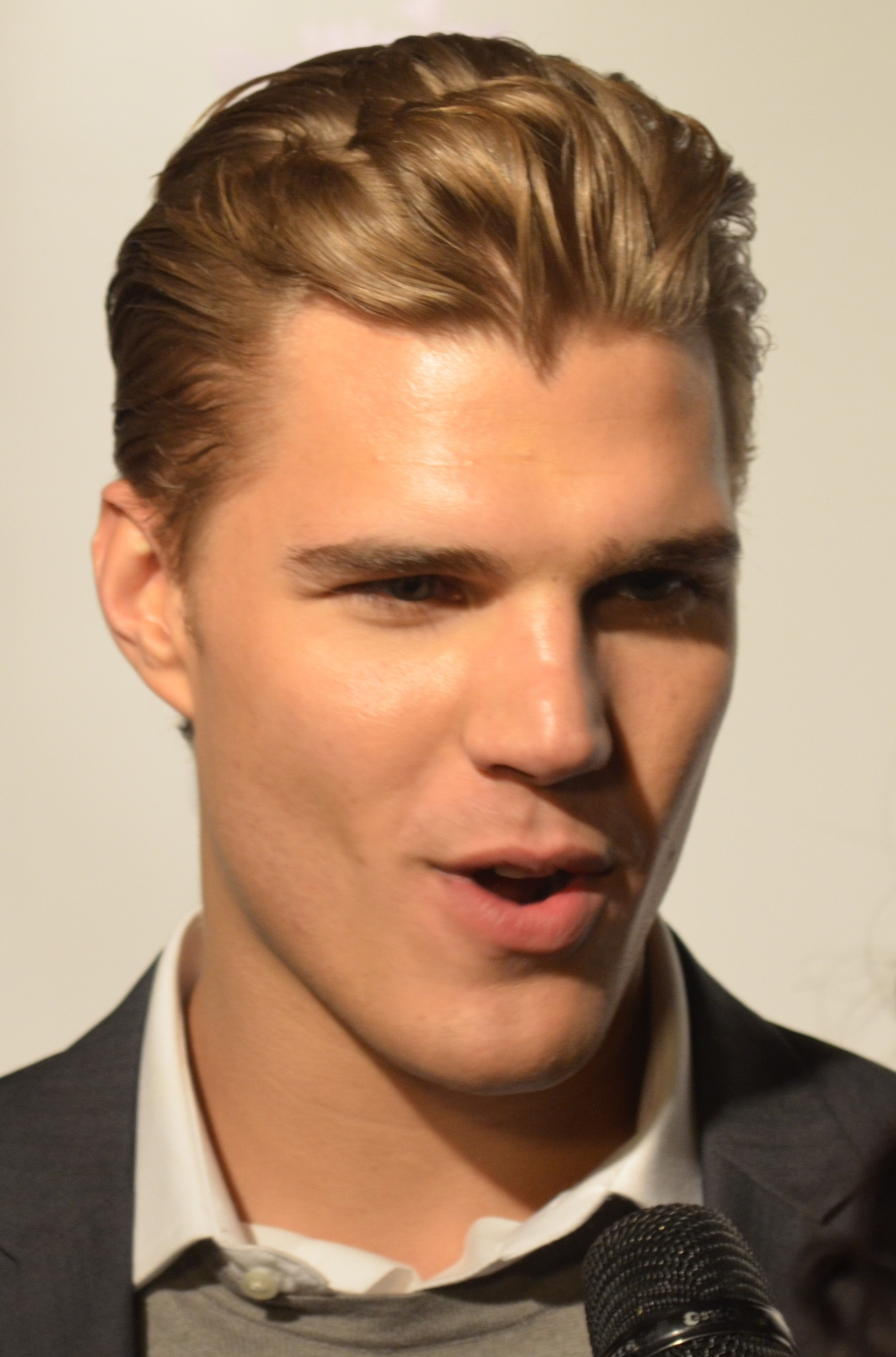
Chris Zylka, nam diễn viên.
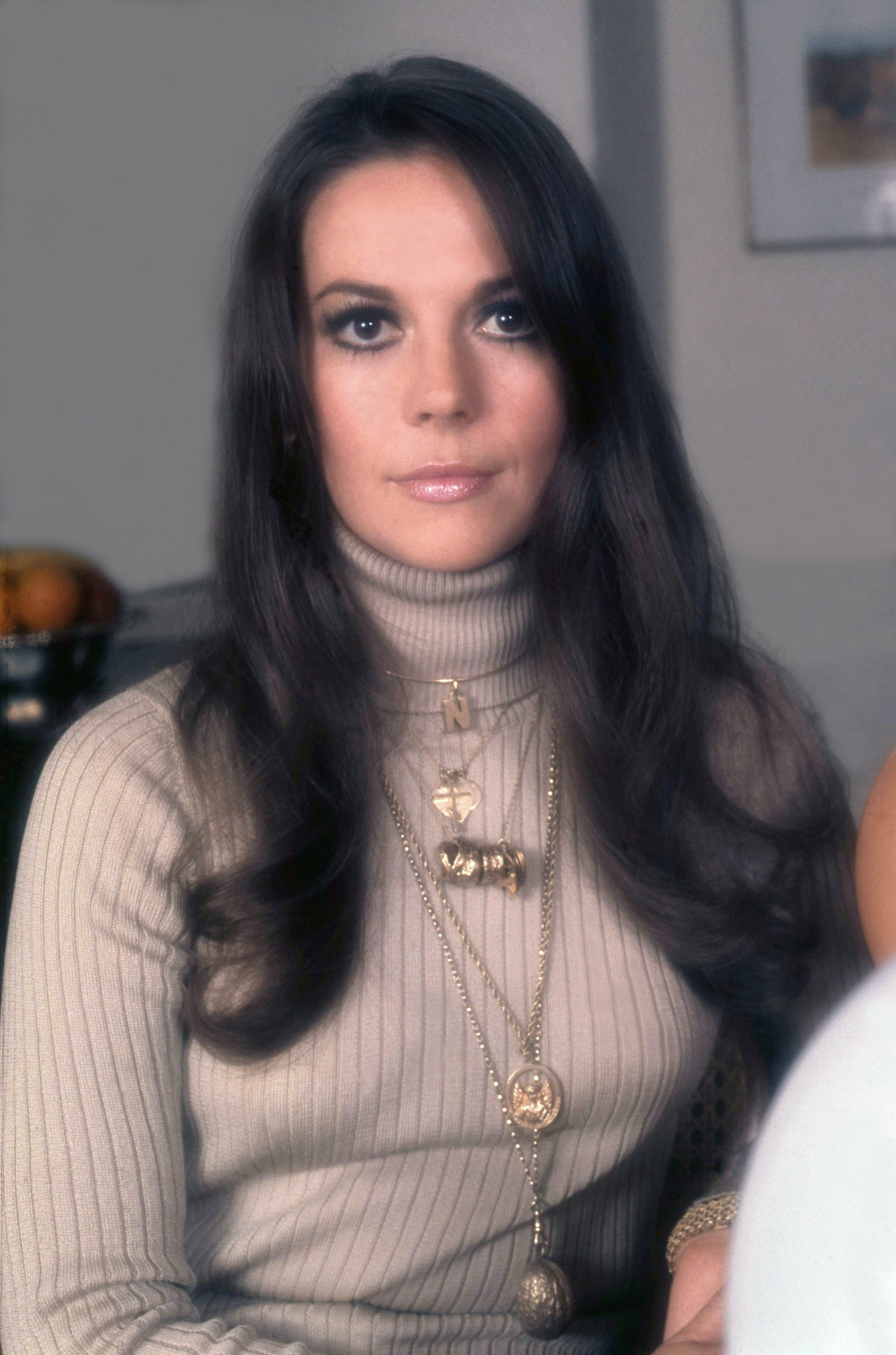
Natalie Wood, nữ diễn viên.
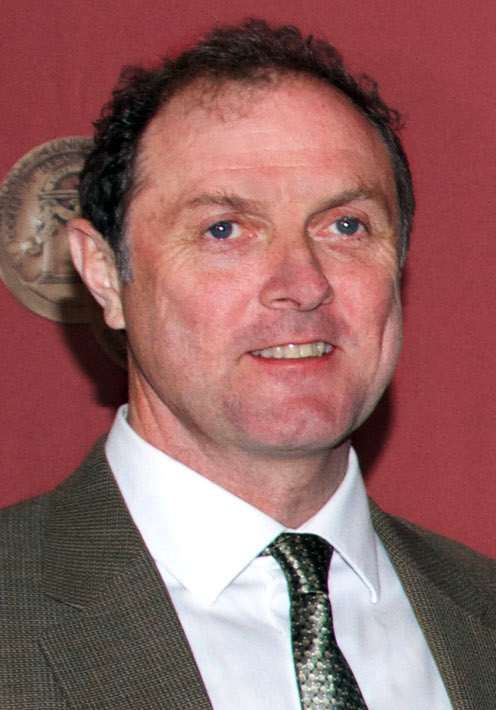
Boris McGiver, nam diễn viên.
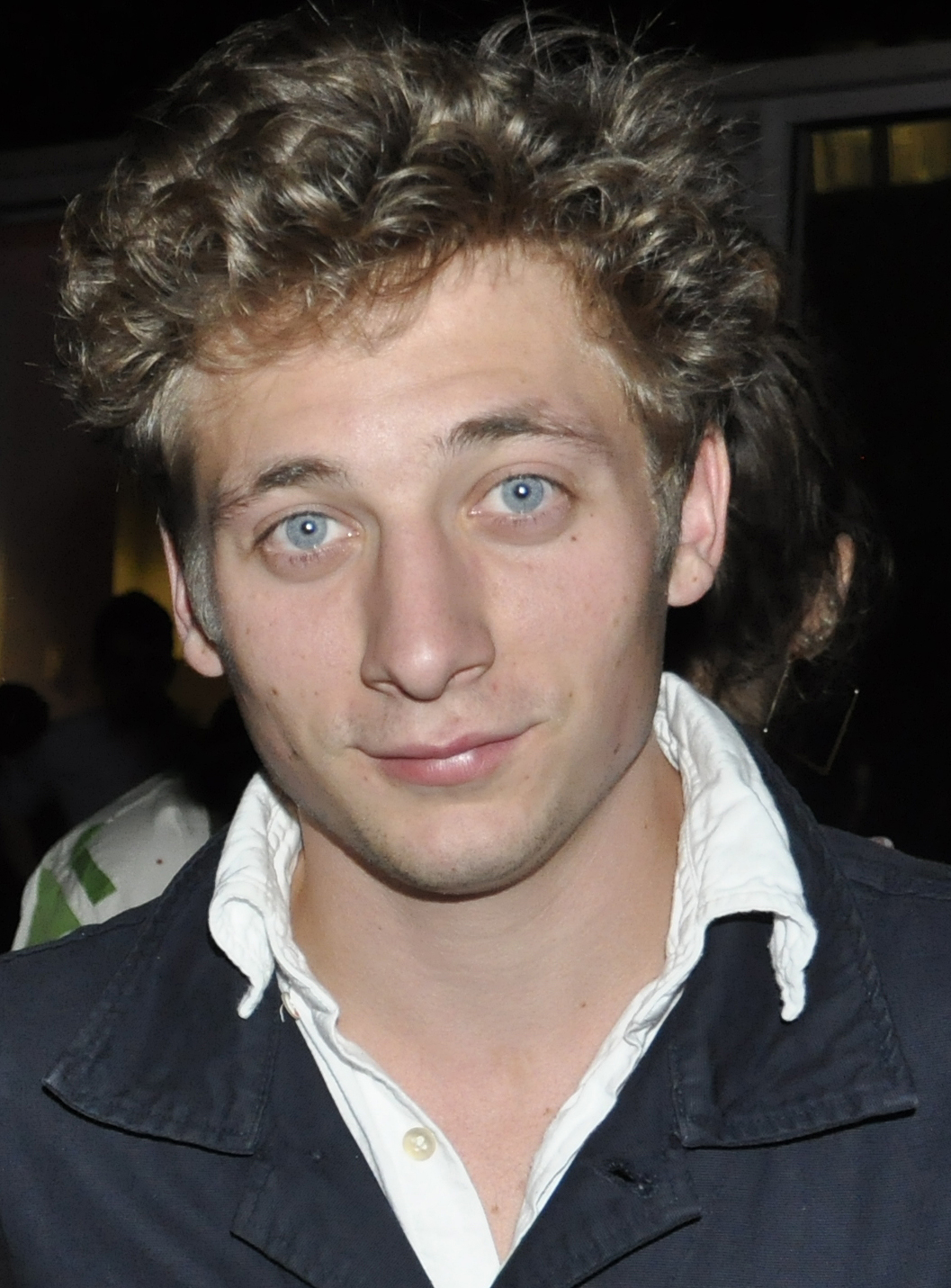
Jeremy Allen White, nam diễn viên.